# 좌천초등학교
좌천초등학교(佐川初等學校)는 대한민국 부산광역시 기장군에 있는 공립 초등학교이다.

## 학교 연혁
- 1941년 3월 31일: 좌천간이학교 설립인가
- 1943년 3월 22일: 좌천국민학교 개교

## 참고 자료
- 좌천초등학교 - 한국교육학술정보원 학교알리미